# Lill-Hattsjön
Lill-Hattsjön är en sjö i Örnsköldsviks kommun i Ångermanland och ingår i Husåns huvudavrinningsområde. Sjön har en area på 0,722 kvadratkilometer och ligger 150 meter över havet. Sjön avvattnas av vattendraget Hattsjöån (Långvattsån).

## Delavrinningsområde
Lill-Hattsjön ingår i det delavrinningsområde (705807-165743) som SMHI kallar för Utloppet av Lill-Hattsjön. Medelhöjden är 187 meter över havet och ytan är 3,7 kvadratkilometer. Räknas de 28 avrinningsområdena uppströms in blir den ackumulerade arean 125,12 kvadratkilometer. Hattsjöån (Långvattsån) som avvattnar avrinningsområdet har biflödesordning 2, vilket innebär att vattnet flödar genom totalt 2 vattendrag innan det når havet efter 38 kilometer. Avrinningsområdet består mestadels av skog (55 procent), öppen mark (14 procent) och jordbruk (11 procent). Avrinningsområdet har 0,71 kvadratkilometer vattenytor vilket ger det en sjöprocent på 19,1 procent.